# 파르네실 피로인산
파르네실 피로인산(영어: farnesyl pyrophosphate, FPP) 또는 파르네실 이인산(영어: farnesyl diphosphate, FDP)은 테르펜, 테르페노이드 및 스테롤의 생합성에 사용되는 메발론산 경로 및 비메발론산 경로의 대사 중간생성물이다.
파르네실 피로인산은 스쿠알렌(스쿠알렌 생성효소를 통해), 디하이드로돌리콜 이인산(소포체 내부로 운반한 단백질을 N-글리코실화 하기 위한 돌리콜의 전구체), 제라닐제라닐 피로인산의 즉각적인 전구체 뿐만 아니라 조효소 Q10(전자전달계의 일부)의 합성에도 사용된다.

## 생합성
파르네실 피로인산 생성효소는 다이메틸알릴 피로인산과 2분자의 아이소펜테닐 피로인산의 순차적인 축합 반응을 촉매하여 다음의 두 단계에서 보여지는 바와 같이 파르네실 피로인산을 형성한다.
- 다이메틸알릴 피로인산은 아이소펜테닐 피로인산과 반응하여 제라닐 피로인산을 형성한다.

- 그 다음에 제라닐 피로인산은 또 다른 아이소펜테닐 피로인산 분자와 반응하여 파르네실 피로인산을 형성한다.

## 약리학
위의 반응들은 비스포스포네이트(골다공증 치료에 사용됨)에 의해 저해된다.
스타틴에 의해 유발된 횡문근융해증은 파르네실 피로인산의 고갈로 인한 것이며, 이는 근육세포에서 다수 발견되는 세포소기관인 미토콘드리아의 전자전달계에서 조효소 Q10이 고갈되도록 한다.

## 관련 화합물
- 파르네센
- 파르네솔
- 제라닐 피로인산
- 제라닐제라닐 피로인산